# حقه‌بازی آمریکایی
حقه‌بازی آمریکایی یا کلاهبرداری آمریکایی (انگلیسی: American Hustle) فیلمی آمریکایی در ژانر جنایی کمدی سیاه به کارگردانی دیوید او. راسل است که در سال ۲۰۱۳ منتشر شد. فیلم‌نامه را اریک وارن سینگر و راسل با الهام از یکی از عملیات‌های اف‌بی‌ای در اواخر دههٔ ۱۹۷۰ و اوایل دههٔ ۱۹۸۰ نوشته‌اند. کریستین بیل، بردلی کوپر، ایمی آدامز، جرمی رنر و جنیفر لارنس بازیگران این فیلم هستند. مراحل تصویربرداری اصلی فیلم در ۸ مارس ۲۰۱۳ در بوستون و ووستر، ماساچوست و شهر نیویورک آغاز شد.
حقه‌بازی آمریکایی در ۱۳ دسامبر ۲۰۱۳ در سراسر ایالات متحده اکران شد. این فیلم با استقبال گستردهٔ منتقدان مواجه شد. فیلم‌نامه و عملکرد بازیگران اصلی فیلم با ستایش منتقدان همراه بود. این فیلم نامزد دریافت ده جایزه در هشتاد و ششمین دوره جوایز اسکار شد؛ از جمله بهترین فیلم، بهترین کارگردانی، بهترین فیلم‌نامه غیر اقتباسی، بهترین بازیگر مرد (بیل)، بهترین بازیگر زن (آدامز)، بهترین بازیگر نقش مکمل مرد (کوپر) و بهترین بازیگر نقش مکمل زن (لارنس) اما در هیچ رشته‌ای برنده نشد. این فیلم سه جایزهٔ بفتا و سه جایزهٔ گلدن گلوب از جمله جایزهٔ بهترین فیلم موزیکال یا کمدی را دریافت کرد.

## داستان
فیلم داستان دو شیاد، ایروینگ روزنفیلد و دوست‌دختر دلفریبش، سیدنی پروسر را نشان می‌دهد که در تلهٔ مأمور اف‌بی‌آی، ریچی دی مازو، گیر افتاده‌اند و در ازای آزادی خود، در دستگیری سیاست‌مداران رشوه‌خوار، با او همکاری می‌کنند. ریچی، این دو شیاد را وادار می‌کند تا در درون مافیای پولشویی صاحبان قدرت و سیاستمداران نیوجرسی وارد شوند. از جملهٔ این سیاستمداران، شهردار کارمین پولیتو ایتالیایی‌الاصل می‌باشد که ایروینگ، از راه جلب اعتماد و دوستی با وی، به درون سیستم مافیایی راه می‌یابد.

## بازیگران
- کریستین بیل در نقش ایروینگ روزنفیلد، کلاهبردار
- ایمی آدامز در نقش سیدنی پروسر، ایدث گرینزلی، معشوقه و شریک ایروینگ
- بردلی کوپر در نقش ریچی دو ماسو، مأمور اف‌بی‌آی
- جنیفر لارنس در نقش رزالین روزنفیلد، همسر ایروینگ
- جرمی رنر در نقش کارماین پولیتو، شهردار
- الیزابت رم در نقش دالی پولیتو، همسر کارماین
- لوئی سی.کی. در نقش استادارد، رئیس ریچی
- جک هیوستون در نقش پیت، یکی از اعضای مافیا
- مایکل پنا در نقش شیخ عبدالله، مأمور اف‌بی‌آی
- شیا ویگهام در نقش کارل الوی، کلاهبردار
- آلساندرو نیوولا در نقش آنتونی آمادو، رئیس استادارد
- رابرت دنیرو در نقش ویکتور تلجیو، سردسته مافیا (در تیتراژ فیلم نامش نوشته نشد) [۹]

## تولید
شروع ساخت فیلم از فیلمنامه اریک وارن سینگر با نام مزخرف آمریکایی (American Bullshit) شروع شد که در سال ۲۰۱۰ در لیست سیاه قرار داشت. ابتدا قرار بود بن افلک کارگردانی فیلم را عهده‌دار شود تا اینکه این مسئولیت به دیوید او. راسل رسید. او فیلم‌نامه سینگر را بازنویسی کرد و تولید فیلم آغاز شد.

## افتخارات
حقه بازی آمریکایی با واکنش بسیار مثبت منتقدان روبرو شد. در وبگاه راتن تومیتوز امتیاز حاصل از آرای ۲۹۲ منتقد به این فیلم ۹۲ از ۱۰۰ بوده‌است و در متاکریتیک ۴۷ منتقد به فیلم ۹۰ از ۱۰۰ داده‌اند که نشانگر «تحسین همگانی» است.
اکثر منتقدان هنرنمایی امی آدامز، کریستین بیل، بردلی کوپر و lجنیفر لارنس را ستودند.
جایزه انجمن منتقدان پخش فیلم و انجمن بازیگران برای بهترین گروه بازیگران به حقه‌بازی آمریکایی رسید و از میان بازیگران فیلم، جنیفر لارنس در جوایز گلدن گلوب به همراه ایمی آدامز و در بفتا به تنهایی موفق به اخذ جایزه شد.
حقه‌بازی آمریکایی موفق شد در جوایز اسکار نامزد ده جایزه شود، از جمله بهترین فیلم، بهترین کارگردانی، بهترین فیلم‌نامه و نامزدی برای هر چهار بازیگر اصلی آن. در جوایز گلدن گلوب این فیلم برنده سه جایزه و نامزد چهار جایزه دیگر بود، همچنین در جوایز بفتا نیز برنده سه جایزه و نامزد هفت جایزه دیگر شد.

### جوایز
جوایز اسکار:
- نامزد جایزه اسکار بهترین فیلم
- نامزد جایزه اسکار بهترین کارگردانی
- نامزد جایزه اسکار بهترین فیلم‌نامه غیراقتباسی
- نامزد جایزه اسکار بهترین بازیگر نقش اول مرد
- نامزد جایزه اسکار بهترین بازیگر نقش اول زن
- نامزد جایزه اسکار بهترین بازیگر نقش مکمل مرد
- نامزد جایزه اسکار بهترین بازیگر نقش مکمل زن
- نامزد جایزه اسکار بهترین تدوین
- نامزد جایزه اسکار بهترین طراحی لباس
- نامزد جایزه اسکار بهترین طراحی صحنه

جوایز گلدن گلوب:
- برنده جایزه گلدن گلوب بهترین فیلم موزیکال یا کمدی
- برنده جایزه گلدن گلوب بهترین بازیگر زن فیلم موزیکال یا کمدی
- برنده جایزه گلدن گلوب بهترین بازیگر نقش مکمل زن
- نامزد جایزه گلدن گلوب بهترین کارگردانی
- نامزد جایزه گلدن گلوب بهترین فیلم‌نامه
- نامزد جایزه گلدن گلوب بهترین بازیگر مرد فیلم موزیکال یا کمدی
- نامزد جایزه گلدن گلوب بهترین بازیگر نقش مکمل مرد

جوایز بفتا:
- برنده جایزه بفتای بهترین فیلمنامه غیراقتباسی
- برنده جایزه بفتای بهترین بازیگر نقش مکمل زن
- برنده جایزه بفتای بهترین بهترین گریم و آرایش مو
- نامزد جایزه بفتای بهترین فیلم
- نامزد جایزه بفتای بهترین کارگردانی
- نامزد جایزه بفتای بهترین بازیگر نقش اول مرد
- نامزد جایزه بفتای بهترین بازیگر نقش اول زن
- نامزد جایزه بفتای بهترین بازیگر نقش مکمل مرد
- نامزد جایزه بفتای بهترین طراحی تولید
- نامزد جایزه بفتای بهترین طراحی لباس[۱۶]